# Drittstaatsangehöriger

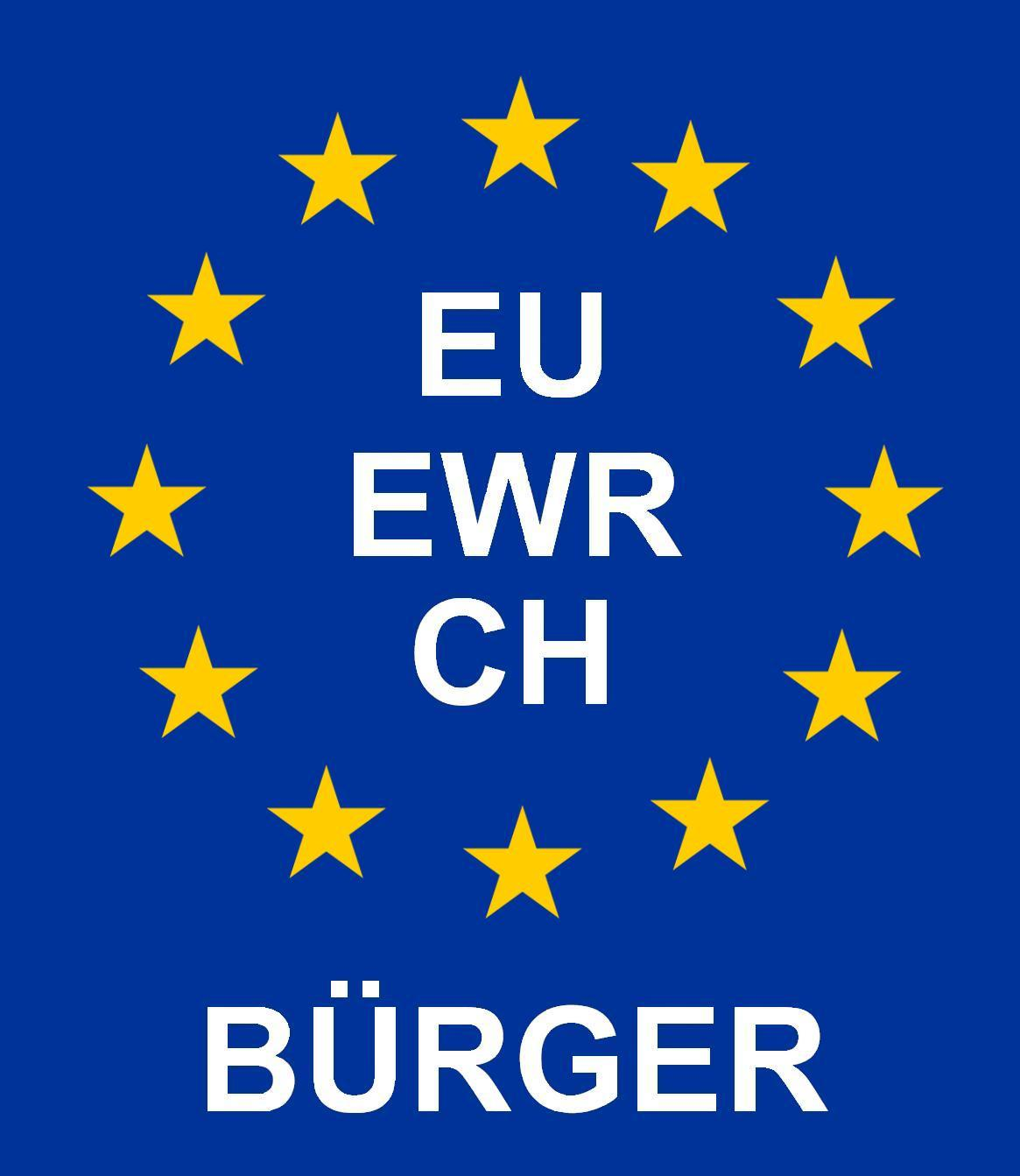
Kein Zutritt für Drittstaatsangehörige: Kennzeichnung der Einreisespur für freizügigkeitsberechtigte EU-, EWR- und Schweizer Bürger auf Flughäfen

Drittstaatsangehöriger (früher teilweise auch Drittstaatenangehöriger; englisch third-country national, spanisch nacional de tercer país, italienisch cittadino di un paese terzo, französisch ressortissant de pays tiers, niederländisch onderdaan van een derde land) ist ein Rechtsbegriff aus dem Asyl- und Ausländerrecht der Europäischen Union. Er wird im Wesentlichen zur Bezeichnung derjenigen Staatsangehörigen verwendet, die vom Recht auf europarechtliche Freizügigkeit ausgeschlossen sind. Oft wird auch vom Drittstaatler oder Drittstaater gesprochen.

## Entwicklungsgeschichte
Der Begriff des Drittstaatsangehörigen steht im Zusammenhang mit der Schaffung eines Raums der Freiheit, der Sicherheit und des Rechts und der damit einhergehenden Erweiterung der Gesetzgebungszuständigkeiten des Rats der Europäischen Union mit Inkrafttreten des Vertrags von Amsterdam am 1. Mai 1999.
Nach Art. 63 Nr. 3 und 4 des geänderten Vertrags über die Europäische Union (EGV) besitzt der Rat seitdem die Kompetenz, einwanderungspolitische Maßnahmen, wie Einreise- und Aufenthaltsvoraussetzungen, Visaerteilung, Rückführung nach illegaler Einwanderung u. a. m. in Bezug auf Staatsangehörige dritter Länder zu beschließen.
Im durch den Vertrag von Lissabon vom 13. Dezember 2007 geschaffenen Titel V des Vertrags über die Arbeitsweise der Europäischen Union (AEUV) – der Nachfolgevorschrift des EGV – erscheint der Begriff der Drittstaatsangehörigen in den Art. 67 bis 80 AEUV, der sich mit dem Raum der Freiheit, der Sicherheit und des Rechts befasst, bereits zwölf Mal.
Die Zuerkennung von Gesetzgebungskompetenzen an die Europäische Union hat, nachdem der Begriff des Drittstaatsangehörigen bis Anfang 2001 in der europäischen Gesetzgebung weitgehend unbekannt war, zu einer kontinuierlichen Verwendung im europäischen Sekundärrecht, vor allem bei Rechtsetzungsakten des Aufenthaltsrechts und hiermit in Zusammenhang stehender Themenkreise (Asylantragstellung, Rückführung, Ausweise) geführt. Ausgehend vom jeweiligen Regelungsgegenstand wird der Begriff aber unterschiedlich verstanden und bis heute nicht einheitlich definiert.

## Begrifflichkeiten
Der Begriff findet sich in einigen Verordnungen explizit geregelt.

### Drittstaatsangehöriger als Nicht-Unionsbürger
Der Begriff des Drittstaatsangehörigen wird durchgehend negativ definiert, indem sein Umfang durch Ausschlussmerkmale bestimmt wird. Sehr häufig ist das Merkmal des Unionsbürgers das Ausschlusskriterium. Drittstaatsangehörige werden hiernach als „jede Person, die nicht Staatsangehöriger eines Mitgliedstaats ist“ definiert, so z. B. in Art. 2 Buchstabe a) der Richtlinie 2001/40/EG des Rates vom 28. Mai 2001 über die gegenseitige Anerkennung von Entscheidungen über die Rückführung von Drittstaatsangehörigen.
Später wurde dazu übergegangen, statt von „Staatsangehörigen eines Mitgliedstaats“ – ohne Unterschied in der Sache – von „Unionsbürgern im Sinne von Artikel 17 Absatz 1 des Vertrags“ oder „… im Sinne von Artikel 20 Absatz 1 AEUV“ zu sprechen.

### Drittstaatsangehöriger als Nicht-Freizügigkeitsberechtigter
In einigen Rechtsvorschriften
ist der Kreis der Drittstaatsangehörigen deutlich enger gefasst. Nicht als Drittstaatsangehörige gelten dort neben Unionsbürgern auch Personen, die kraft Europarechts oder kraft spezieller Abkommen mit der Europäischen Union Personenfreizügigkeit genießen. Keine Drittstaatsangehörige im Sinne dieser Definition sind demnach:
- Familienangehörige von Unionsbürgern, die selbst nicht Unionsbürger sind (z. B. die koreanische Ehefrau eines Italieners) sowie
- Nicht-Unionsbürger und ihre Familienangehörigen ungeachtet ihrer Staatsangehörigkeit, die aufgrund von Übereinkommen zwischen der Gemeinschaft und ihren Mitgliedstaaten einerseits und den betreffenden Drittstaaten andererseits ein Recht auf freien Personenverkehr genießen, das dem der Unionsbürger gleichwertig ist. Hierunter fallen insbesondere Bürger der EWR-Staaten[4] und der Schweiz[5] sowie ihre Familienangehörigen, auch wenn letztere weder EWR- noch Schweizer Bürger sein sollten.

### Drittstaatsangehöriger als Nicht-EWR- und Nicht-Schweizer-Bürger
Wieder anders definiert wird der Drittstaatsangehörige in Art. 3 Buchst. d) der Verordnung (EG) Nr. 1987/2006 des Europäischen Parlaments und des Rates vom 20. Dezember 2006 über die Einrichtung, den Betrieb und die Nutzung des Schengener Informationssystems der zweiten Generation (SIS II). Drittstaatsangehöriger ist hiernach jede Person, die nicht Bürger der Europäischen Union im Sinne des Artikels 17 Absatz 1 des Vertrags ist oder Angehöriger eines Drittstaats, der aufgrund von Übereinkommen zwischen der Gemeinschaft und ihren Mitgliedstaaten einerseits und den betreffenden Drittstaaten andererseits eine der Freizügigkeit der Bürger der Europäischen Union gleichwertige Freizügigkeit genießt.
Ähnliches ist auch in Art. 2 Buchst. a) der Richtlinie 2003/110/EG des Rates vom 25. November 2003 über die Unterstützung bei der Durchbeförderung im Rahmen von Rückführungsmaßnahmen auf dem Luftweg zu lesen. Wohl historisch bedingt beschränkt sich die Definition des Drittstaatsangehörigen hier auf „jede Person, die nicht Staatsangehöriger eines Mitgliedstaats der Europäischen Union, der Republik Island oder des Königreichs Norwegen ist“.
In beiden Fällen sind die ausländischen Familienangehörigen der angesprochenen Staatsangehörigen mit anderer Staatsangehörigkeit Drittstaatsangehörige.

### Drittausländer und Drittstaatsangehöriger
Der im Schengener Durchführungsübereinkommen von 1990 noch verwendete Begriff des Drittausländers ist in den Schengen-Besitzstand übernommen worden, wird in neueren Rechtsvorschriften jedoch nicht mehr verwendet. Er hat keine andere Bedeutung als die des Drittstaatsangehörigen. In Art. 1 SDÜ ist der Drittausländer als „eine Person, die nicht Staatsangehöriger eines der Mitgliedstaaten der Europäischen Gemeinschaften ist“ definiert. Im Sinne des Schengenrechts sind die Staatsangehörigen Irlands keine Drittstaatsangehörigen, auch wenn Irland nicht zum Schengen-Raum gehört. Das Schengener Abkommen betrifft nur den Wegfall der Grenzkontrollen, regelt aber nicht das Recht auf Freizügigkeit, das allen EWR-Bürgern zusteht. Iren werden an einer Schengenaußengrenze genauso eingeschränkt kontrolliert wie Schengen-Bürger.

### Stellung der Staatsangehörigen der europäischen Kleinstaaten
Staatsangehörige von Andorra, Monaco, San Marino und Vatikanstadt sind, obwohl diese Länder politisch und wirtschaftlich mit der Europäischen Union eng verbunden sind, teilweise auch eine Zollunion mit einzelnen Mitgliedstaaten bilden und auf Grenzkontrollen mit den EU-Nachbarstaaten oft verzichten, keine Unionsbürger. Im Allgemeinen sind die Staatsangehörigen dieser Staaten im europarechtlichen Sinne Drittstaatsangehörige.

### Drittstaatsangehörige ohne Definition
In derzeit etwa 15 weiteren Richtlinien und 20 weiteren Verordnungen der Europäischen Union wird der Begriff des Drittstaatsangehörigen verwendet, aber nicht legaldefiniert. Ein Teil der Richtlinien und Verordnungen betrifft andere Regelungsgegenstände als das Asyl- und Ausländerrecht, nämlich den allgemeinen Gleichbehandlungsgrundsatz, die Anerkennung von Berufsqualifikationen, die Landwirtschaft, Patientenrechte im Gesundheitswesen, Rechte im Gerichtsverfahren (Prozesskostenhilfe), die Sozialversicherung und den Binnenmarkt. Die jeweilige Bedeutung des Drittstaatsangehörigen ergibt sich hier aus dem Kontext. Häufig sind Personen ohne Unionsbürgerschaft gemeint.

## Nationales

### Deutschland
Im deutschen Recht kommt der Begriff des Drittstaatsangehörigen überwiegend im Zusammenhang mit der Zitierung europäischer Rechtsvorschriften oder in Ausführung europäischer Rechtsvorschriften vor oder wird verwendet, ohne ihn zu definieren.
Gelegentlich wird das Wort „Drittstaat“ benutzt (z. B. in § 26a AsylG), dessen Bedeutung sich dann aus dem jeweiligen Kontext erschließt.
Der Begriff „Drittstaatsangehöriger“ findet sich mit materieller Bedeutung vor allem im Bereich der Berufsausübung. Häufig steht er im Zusammenhang mit der Anerkennung ausländischer Berufsberechtigungen von Nicht-EWR-Bürgern. Eine Legaldefinition fehlt; seine Bedeutung ergibt sich zumeist aus dem Zusammenhang. Eine gängige Formulierung lautet:

„Gleiches gilt für Drittstaaten und Drittstaatsangehörige, soweit sich hinsichtlich der Anerkennung von Ausbildungsnachweisen nach dem Recht der Europäischen Union eine Gleichstellung ergibt.“

Mit Drittstaatsangehörigen sind hiernach zumeist Nicht-EWR-Bürger gemeint.

### Österreich
Der Begriff des Drittstaatsangehörigen ist im österreichischen Asyl- und Fremdenrecht ein Rechtsbegriff und wird dort mehrmals legaldefiniert.
Sowohl in § 2 Abs. 1 Z 6 Niederlassungs- und Aufenthaltsgesetz (NAG) als auch in § 2 Abs. 4 Z 10 Fremdenpolizeigesetz 2005 als auch in § 2 Abs. 1 Z 20b Asylgesetz 2005 heißt es einheitlich:

„Drittstaatsangehöriger [ist] ein Fremder, der nicht EWR-Bürger oder Schweizer Bürger ist.“

Hieran werden in den Einzelvorschriften bestimmte Rechtsfolgen geknüpft. Darüber hinaus findet sich der Begriff mit ähnlicher Bedeutung, häufig legaldefiniert, in Fachgesetzen, die die Berufsausübung oder allgemeine Sachverhalte betreffen.
In wenigen Gesetzen bleibt der Begriff des Drittstaatsangehörigen auf EWR-Bürger beschränkt, in einigen betrifft er – was sich aus dem Kontext ergibt – alle Nicht-Österreicher.

### Schweiz
Das Schweizer Recht verwendet den EU-internen Begriff des Drittstaatsangehörigen in seiner nationalen Gesetzgebung grundsätzlich nicht.
Relativ häufig erscheint er in mit anderen Staaten geschlossenen Abkommen über die Rückübernahme eigener Staatsangehöriger und Staatsangehöriger dritter Staaten, die aus dem Land stammen, das die Person zurückübernehmen soll. Hier ergibt sich die jeweilige Bedeutung des Drittstaatsangehörigen aus dem Kontext des Abkommens.